# Daniela Schächter
Daniela Schächter (* 9. Februar 1972 in Messina) ist eine italienische Jazzmusikerin (Piano, Gesang), die am Berklee College of Music unterrichtet.

## Leben und Wirken
Schächter begann mit acht Jahren mit dem Klavierspielen und erhielt zunächst klassischen Unterricht. Bereits als Jugendliche trat sie professionell auf und arbeitete als Studiomusikerin. Ihr Diplom erhielt sie am Conservatorio Francesco Cilea, Reggio Calabria. 1998 studierte sie in Boston Jazzpiano am Berklee College of Music bei Joanne Brackeen.
2001 erschien Schächters selbstproduziertes Debütalbum. Marian McPartland stellte Schächter in ihrer Sendung Piano Jazz bei National Public Radio ausführlich vor. Weitere Alben veröffentlichte sie unter anderem beim renommierten Label Splasc(h).
Schächter arbeitete mit Patti Austin, Regina Carter, Terri Lyne Carrington, John Dankworth, Shirley Horn, Ingrid Jensen, Christian McBride, Al McKibbon, Tiger Okoshi, Phil Wilson, New York Voices und dem Clayton-Hamilton Jazz Orchestra. Sie lehrt seit 2008 als Assistant Professor an der Vokalabteilung des Berklee College of Music und seit 2013 als Adjunct Professor an der Montclair State University.

## Preise und Auszeichnungen
- Betty Carter Jazz Ahead Competition, 2002
- Mary Lou Williams Jazz Piano Competition, 2005

## Diskographische Hinweise
- Quintet (2001)
- I Colori del Mare (Splasc(h), 2006)
- Purple Butterfly (2009, mit Alex Sipiagin, Joel Frahm, Massimo Biolcati, Quincy Davis)
- Vanheusenism: A Tribute to Jimmy Van Heusen (2016, mit Mike Tucker, Michael O’Brien, Mark Walker)[5]